# Freziera verrucosa
Freziera verrucosa är en tvåhjärtbladig växtart som först beskrevs av Georg Hans Emmo Emo Wolfgang Hieronymus, och fick sitt nu gällande namn av Clarence Emmeren Kobuski. Freziera verrucosa ingår i släktet Freziera och familjen Pentaphylacaceae. Inga underarter finns listade i Catalogue of Life.